# Hermann Schweickert
Hermann Schweickert (* 14. November 1885 in Pforzheim; † 24. August 1962 in Triberg) war ein deutscher Fußballspieler.

## Karriere

### Vereine
Schweickert trat 1897 als Elfjähriger dem ein Jahr zuvor in seiner Geburtsstadt gegründeten 1. FC Pforzheim bei. Da sein älterer Bruder Ernst – 1903 erster Deutscher Meister über 400 m – von 1904 bis 1908 das Amt des 1. Vorsitzenden innehatte, erster Schriftführer des Süddeutschen Fußball-Verbandes gewesen ist und im Ersten Weltkrieg gefallen war, erhielt er aus Unterscheidungsgründen den Namen Schweickert II.
Als Rechtsaußen gehörte er dem Verein bis 1912 an und kam in den vom Verband Süddeutscher Fußball-Vereine organisierten Meisterschaften, ab der Saison 1904/05 – als Aufsteiger – im Gau Mittelbaden innerhalb des Südkreises und ab der Saison 1908/09 im nicht in Gaue unterteilten Südkreis zum Einsatz. Das Jahr 1906 war für ihn und seine Mannschaft das sportlich erfolgreichste; auf die Meisterschaft im Gau Mittelbaden folgte die Meisterschaft im Südkreis und die Süddeutsche Meisterschaft, die im Endspiel am 25. April 1906 mit 5:3 gegen den 1. Hanauer Fußball-Club 1893 gewonnen wurde. Damit nahm er mit seiner Mannschaft an der Endrunde um die Deutsche Meisterschaft 1906 teil. Im mit 4:2 n. V. gegen den Kölner FC 1899 gewonnenen Viertelfinale sorgte er mit seinem Tor zum 3:2 in der 100. Minute für die Vorentscheidung. Ferner bestritt er das am 20. Mai 1906 in Braunschweig mit 4:0 gewonnene Halbfinale gegen den BTuFC Union 92 aus Berlin. Das am 27. Mai 1906 in Nürnberg ausgetragene Finale gegen den VfB Leipzig wurde jedoch mit 1:2 verloren. 1908 wurde er zum Spielführer des 1. FC Pforzheim ernannt; ein Jahr später wurde er Nationalspieler. Eine anhaltende Sehnenverletzung – nebenbei, und nicht ungewöhnlich, auch als Sprinter in der Leichtathletik aktiv – zwang ihn 1912 seine aktive Fußballkarriere zu beenden.

### Nationalmannschaft
Sein einziges Länderspiel für die A-Nationalmannschaft bestritt er am 4. April 1909 in Karlsruhe beim 1:0-Sieg über die Schweizer Nationalmannschaft, dem ersten Sieg einer deutschen Nationalmannschaft.

Schweickert (5. v.r.) und Mitspieler des
1. FC Pforzheim; Süddeutscher Meister 1906

## Erfolge
- Zweiter der Deutschen Meisterschaft 1906
- Süddeutscher Meister 1906
- Südkreismeister 1906
- Gaumeister Mittelbaden 1906

## Sonstiges
Schweickert, von Beruf Kaufmann und in Pforzheim seit 1935 selbständig als Schmuckwaren-Großhändler tätig, war auch nach seiner Zeit als Fußballspieler ein bekannter Bürger der Stadt. Er entstammte einer Sängerfamilie, trat 1920 dem Männergesangverein „Harmonie“ Pforzheim bei und war über 30 Jahre lang dessen Sängervorstand und 1. Vorsitzender. Er war als begeisterter Skifahrer und Bergwanderer Mitglied im Deutschen Alpenverein und im Schwarzwaldverein. Bei einer sonntäglichen Schwarzwaldwanderung erlitt er im 77. Lebensjahr einen Herzinfarkt, an dessen Folgen er 1962 im Krankenhaus Triberg verstarb. Seine letzte Ruhestätte fand er auf dem Pforzheimer Hauptfriedhof im selben Grab wie sein ehemaliger Mannschaftsspieler Arthur Hiller, mit dem er später verwandtschaftlich verbunden war, da er seine Schwägerin geehelicht hatte.